# جيمس كون (ملحن)
جيمس كون (بالإنجليزية: James Cohn)‏ هو ملحن أمريكي، ولد في 12 فبراير 1928 في نيوآرك في الولايات المتحدة.

## وصلات خارجية
- جيمس كون على موقع ميوزك برينز (الإنجليزية)
- جيمس كون على موقع ديسكوغز (الإنجليزية)